# كريستوفر موريسون
كريستوفر موريسون (بالإنجليزية: Christopher Morrison)‏ هو مخرج أمريكي وبريطاني، ولد في 1971 في لندن في المملكة المتحدة.

## وصلات خارجية
- كريستوفر موريسون على موقع IMDb (الإنجليزية)
- كريستوفر موريسون على موقع أول موفي (الإنجليزية)
- كريستوفر موريسون على موقع قاعدة بيانات الأفلام السويدية (السويدية)
- كريستوفر موريسون على موقع كينوبويسك (الروسية)